# Oana
Oana este un prenume feminin românesc care se poate referi la:
- Oana Andreea Manea
- Oana Ban
- Oana Chirilă
- Oana Cuzino
- Oana Gregory
- Oana Lungescu
- Oana Manolescu
- Oana Niculescu-Mizil
- Oana Nistor
- Oana Orlea
- Oana Pantelimon
- Oana Pellea
- Oana Sârbu
- Oana Zamfir
- Oana Zăvoranu

- Elena Oana Antonescu